# Mars Attacks!
Pour plus de détails, voir Fiche technique et Distribution.
Mars Attacks!, ou Mars attaque! au Québec, est une comédie noire de science-fiction américaine, réalisée par Tim Burton et sortie en 1996.
Il s'agit d'une parodie des films de science-fiction des années 1950, réalisée dans le même style qu'à cette époque,.

## Basé sur un jeu de cartes
Le scénario se base sur Mars Attacks! (en), un jeu de cartes à collectionner et échanger édité par le fabricant de cartes à jouer Topps, que le scénariste britannique du film Jonathan Gems avait offert à Tim Burton.
Sorti en 1962, année de la crise des missiles de Cuba, ce jeu est composé de 55 cartes vendues dans les pharmacies nord-américaines par paquet de 5 avec un bubble gum, au prix de 5 cents. Ces cartes forment un arc narratif axé sur l'invasion de la Terre par des Martiens cruels et hideux dont le commandement est corrompu, mais pressé de coloniser une nouvelle planète, Mars étant inexorablement vouée à exploser[réf. souhaitée].
Au recto de chacune de ces cartes était imprimé en couleurs crues un motif des dessinateurs de science-fiction Wally Wood et Norman Saunders, relatant un épisode de l'invasion martienne tandis qu'au verso était imprimé un texte explicatif ainsi que le motif en noir et blanc de la carte suivante. Par ailleurs, un synopsis était imprimé sur le recto de la 55e carte et au dos, la liste de toutes les cartes, ce qui permettait au collectionneur de savoir lesquelles lui manquaient[réf. souhaitée].

## Synopsis
On signale l'arrivée massive sur Terre de Martiens à bord d'innombrables soucoupes volantes. Dans une langue inconnue et d'une voix nasillarde, ils diffusent la nouvelle sur toutes les télévisions du globe. Le président des États-Unis, James Dale, fait alors une annonce en direct afin d'entrer en contact avec eux. Un scientifique invente une machine qui permet de traduire leur langue. Ils annoncent qu'ils vont atterrir dans le désert du Nevada, avec un message de paix. C'est la joie aux États-Unis. Un important dispositif est mis en place pour leur arrivée. La foule est invitée à se rassembler sur le site pour assister à ce premier contact extraterrestre historique.
En réalité, les petits hommes verts se moquent de cet accueil et de la naïveté américaine. Par pur plaisir, ils viennent prendre possession de la Terre en atomisant la population, les militaires et le Congrès, grâce à leur pistolet-désintégrateur, redoutable arme de poing. Bientôt ce n'est pas qu'aux États-Unis qu'ils prennent pied, mais partout à travers le monde. Poursuivant leur œuvre de mort, ils finissent par tuer les présidents américain et français. Par ailleurs, ils se révèlent d'impitoyables observateurs de notre mode de vie intime dont ils se gaussent avec une ironie féroce.
Malheureusement pour eux, alors que la victoire leur est acquise sur toute la planète, un jeune Américain et sa grand-mère leur découvrent une faiblesse qui va avoir raison d'eux : ils sont allergiques au yodel (en particulier ceux de Slim Whitman dans la chanson Indian Love Call). Il ne reste plus qu'à diffuser partout cette musique qui les anéantit instantanément.

## Fiche technique

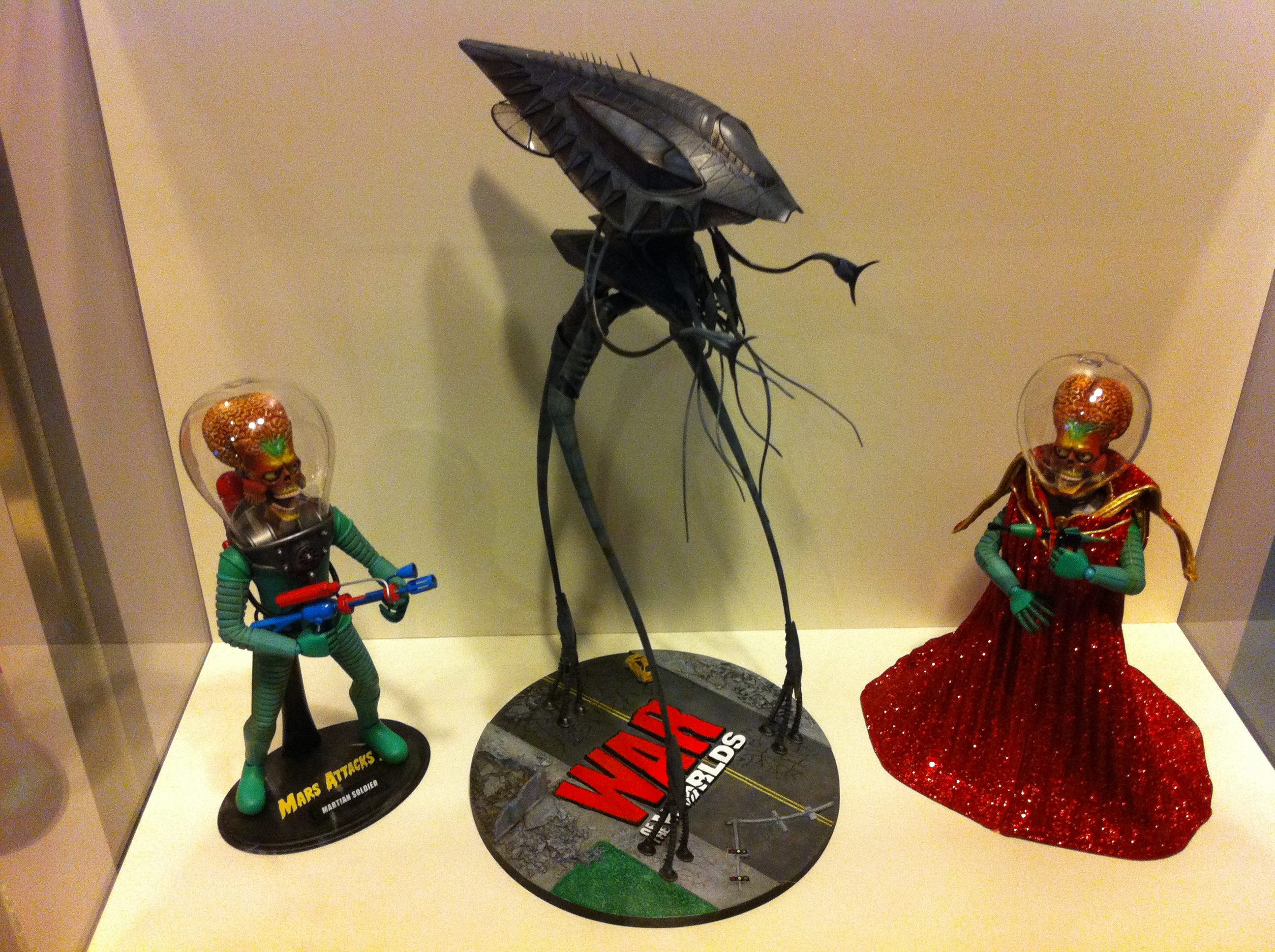
Figurines des Martiens du film au musée de l'espace de Hong Kong, entourant un tripode de '.

- Titre original et français : Mars Attacks!
- Titre québécois : Mars attaque ![5]
- Réalisation : Tim Burton
- Scénario : Jonathan Gems
- Musique : Danny Elfman
- Décors : Wynn Thomas
- Costumes : Colleen Atwood
- Photographie : Peter Suschitzky
- Montage : Chris Lebenzon
- Effets spéciaux : Anatomorphex, The Computer Film Company, Industrial Light & Magic (ILM)
- Production : Tim Burton, Larry J. Franco, Laurie Parker, Paul Deason et Mark S. Miller
- Budget : 70 000 000 $
- Pays de production :  États-Unis
- Langue originale : anglais
- Format : couleurs - 2,35:1 - 35 mm - DTS / SDDS
- Genre : comédie parodique de science-fiction
- Durée : 106 minutes
- Dates de sortie : 
  - États-Unis : 12 décembre 1996 (première mondiale à Hollywood) ; 13 décembre 1996 (sortie nationale)
  - France : 26 février 1997
  - Royaume-Uni : 28 février 1997
- Classification :
  - États-Unis : PG-13 Rated PG-13 for sci-fi fantasy violence and brief sexuality
  - France : tous publics (cinéma, DVD) • Déconseillé aux moins de 10 ans (télévision)

## Distribution
- Jack Nicholson (VF : Patrick Messe ; VQ : Vincent Davy) :  - James Dale, le président des États-Unis
  - Art Land, entrepreneur à Las Vegas
- Glenn Close (VF : Évelyn Séléna ; VQ : Anne Caron) : Marsha Dale, épouse du président Dale , la première dame des États-Unis
- Annette Bening (VF : Dominique Chauby ; VQ : Charlotte Bernard) : Barbara Land, épouse d'Art Land, mystique, alcoolique et dépressive
- Pierce Brosnan (VF : Bernard Lanneau ; VQ : Daniel Picard) : le Pr Donald Kessler
- Danny DeVito (VF : Philippe Peythieu ; VQ : Jean-Marie Moncelet) : le joueur malpoli au casino
- Martin Short (VF : Jean-François Vlérick ; VQ : Jacques Lavallée) : Jerry Ross, l'attaché de presse du président Dale
- Sarah Jessica Parker (VF : Natacha Muller ; VQ : Linda Roy) : Nathalie Lake, journaliste de mode
- Michael J. Fox (VF : Luq Hamet ; VQ : Gilbert Lachance) : Jason Stone, journaliste en chef et petit ami de Nathalie
- Rod Steiger (VF : Michel Fortin ; VQ : Jacques Kanto) : le général Decker
- Tom Jones (VF : Sylvain Lemarié ; VQ : Daniel Roussel) : lui-même
- Lukas Haas (VF : Damien Boisseau ; VQ : Inti Chauveau) : Richie Norris
- Natalie Portman (VF : Alexandra Garijo ; VQ : Camille Cyr-Desmarais) : Taffy Dale, la fille du président Dale
- Jim Brown (VF : Mario Santini ; VQ : Yves Corbeil) : Byron Williams, un des employés du casino, ancien boxeur célèbre
- Lisa Marie : la Martienne
- Sylvia Sidney (VF : Lita Recio) : Florence Norris, la grand-mère de Richie
- Jack Black (VF : Éric Missoffe ; VQ : Pierre Auger) : Billy-Glenn Norris, le frère aîné de Richie, engagé dans l'armée américaine
- Joe Don Baker (VF : Jean-Claude Sachot ; VQ : Hubert Gagnon) : Glenn Norris, le père de Richie et Billy-Glenn
- Christina Applegate (VF : Barbara Tissier ; VQ : Natalie Hamel-Roy) : Sharona, la petite amie de Billy-Glenn
- Pam Grier (VF : Annie Milon ; VQ : Hélène Mondoux) : Louise Williams, l'ex-femme de Byron
- Paul Winfield (VF : Benoît Allemane ; VQ : Victor Désy) : le général Casey
- Brian Haley (en) (VQ : Benoit Rousseau) : Mitch, un agent des sécurité du président Dale
- O-Lan Jones (VF : Régine Teyssot ; VQ : Johanne Léveillé) : Sue-Ann Norris, la mère de Richie et Billy-Glenn
- Janice Rivera (VF : Michèle Buzynski) : Cindy, une employée au casino, collègue de Byron
- Ray J : Cedric Williams, le fils aîné de Byron et Louise
- Brandon Hammond (en) : Neville Williams, le fils cadet de Byron et Louise
- Jerzy Skolimowski (VF : Yves Barsacq) : le Dr. Zeigler
- Vinny Argiro (VF : Achille Orsoni) : M. Brian, le directeur du casino
- John Finnegan (VF : Michel Tugot-Doris) : le président du Congrès
- Timi Prulhiere (VF : Barbara Tissier) : la guide touristique de la Maison-Blanche
- Jeanne Mori (VF : Yumi Fujimori) : une scientifique
- Richard Assad (VF : Éric Missoffe) : le cheik Rakmula, l'investisseur saoudien d'Art Land
- Rance Howard (VF : Michel Tugot-Doris) : Quill, l'investisseur texan d'Art Land
- Barbet Schroeder : Maurice, le président de la République française
- J. Kenneth Campbell : un scientifique
- Roger L. Jackson : la machine de traduction (voix ; non crédité)

Sources et légendes : Version française (VF) sur RS-Doublage  ; Version québécoise (VQ) sur Doublage Québec

## Production

### Genèse et influence
Le film est une parodie de petits romans et de films du genre science-fiction des années 1950, principalement La Guerre des mondes, d'après H. G. Wells. Par de nombreux aspects, il rappelle le film Les soucoupes volantes attaquent de 1956 : aspects des vaisseaux spatiaux, problème de compréhension, désintégrateurs, scènes de destruction, lutte contre les extraterrestres par le son.
Tim Burton fait aussi allusion au film Les Survivants de l'infini, film de science-fiction de 1955 dans lequel les extraterrestres possédaient un cerveau surdéveloppé. Tous « ses » Martiens ont l'allure des créatures vues dans ce long-métrage. À noter également un possible clin d'œil à la fin de Soleil vert, sorti en 1973, quand les pelleteuses ramassent les corps des Martiens morts.

### Tournage
La date de début initialement prévue était la mi-août 1995, mais le tournage a été retardé jusqu'au 26 février 1996. Le réalisateur Tim Burton a embauché Peter Suschitzky comme directeur de la photographie, car il était un fan de son travail dans les films de David Cronenberg. Le producteur Thomas Wynn (Un homme d'exception, Malcolm X) destiné à avoir le War Room rend hommage à Docteur Folamour (1964). Pendant la production, Burton a insisté pour que la direction artistique, la cinématographie et les costumes de scène de Mars Attacks! intègrent le look des cartes à collectionner des années 1960.
Pour concevoir le Martien (joué par la petite amie de Burton de l'époque, le mannequin Lisa Marie) qui séduit et tue Jerry Ross (Martin Short), la costumière Colleen Atwood s'est inspirée des cartes à jouer, de Marilyn Monroe, de l'œuvre d'Alberto Vargas et de Jane Fonda dans Barbarella (1968)
Le tournage de Mars Attacks! s'est terminé le 1er juin 1996. La bande-son a été composée par le compositeur habituel de Burton Danny Elfman, avec qui Burton s'est réconcilié après une querelle survenue pendant L'Étrange Noël de Monsieur Jack (1993), raison pour laquelle ils n'avaient pas coopéré à la production d'Ed Wood (1994). Elfman a fait appel au guitariste d'Oingo Boingo Steve Bartek pour l'aider à structurer les compositions de l'orchestre.
Une série de scènes figure la destruction de Big Ben (Royaume-Uni), du mont Rushmore (États-Unis), du Taj Mahal (Inde) et des moaïs (île de Pâques).

### Bande originale
La bande originale du film a été composée par Danny Elfman en 1996.

## Accueil

### Accueil critique
Mars Attacks! est surtout une satire sociale des valeurs américaines, une caricature, et une « métaphore pétaradante de la guerre du Golfe » selon L'Express.

### Box-office
Ce film rapporte 37 771 017 dollars au box-office américain et 101,4 millions $ au box-office mondial.
- États-Unis : 37 771 017 $[12]
- France : 2 189 105 entrées[13]
- Mondial : 101 371 017 $[12]

## Distinctions

### Récompenses
- Saturn Award de la meilleure musique en 1997

### Nominations
- Prix Hugo du meilleur film en 1997
- Satellite Awards : 4 nominations en 1997
- Saturn Awards : 6 nominations en 1997